# Chrám svatého Jiří (Svitavy)
Chrám svatého Jiří je sakrální stavba ve Svitavách, vystavěná v letech 2008–2017. Jedná se o chrám místní pravoslavné církevní obce v jurisdikci olomoucko-brněnské eparchie Pravoslavné církve v českých zemích a na Slovensku. Chrám také někdy bývá (vzhledem ke své velikosti) označován pouze jako kaple.

## Historie
Historie pravoslaví na Svitavsku se začala psát po první světové válce v souvislosti s příchodem emigrantů před bolševismem z Ruska. Po druhé světové válce do oblasti navíc přišly skupiny Volyňských Čechů a řeckých emigrantů. Tehdy vznikly církevní obce v Lanškrouně, Koclířově a Moravské Třebové. Z koclířovské obce byla v roce 2000 vydělena samostatná církevní obec ve Svitavách, která zpočátku konala své bohoslužby v zapůjčených prostorách svitavského sboru Českobratrské církve evangelické. Nová církevní obec však od samého začátku usilovala o výstavbu vlastního objektu pro bohoslužby a další aktivity. V roce 2006 začaly vznikat plány nového chrámu, inspirované prvorepublikovými sakrálními stavbami z doby vladyky Gorazda. V roce 2007 byl pak získán stavební pozemek v Nádražní ulici v blízkosti městského hřbitova. Dne 3. května 2008 posvětil tehdejší metropolita, vladyka Kryštof (Pulec), základní kámen stavby, který byl pak v červnu 2009 zasazen do dohotovené hrubé stavby oltářního prostoru.
Na stavbě se podílely také brigádnické skupiny mládeže z některých církevních obcí. V roce 2016 byla již hotová stavba zkolaudována. Dne 16. července 2017 byl samostatně posvěcen prestol. Následně byl 6. srpna 2017 vysvěcen biskupem Izaiášem (Slaninkou) celý chrám. V následujícím období pokračovalo zařizování chrámového prostoru dalším mobiliářem a 4. února 2018 byl posvěcen ikonostas.